# Чудовищна команда
„Чудовищна Команда“ (Monstrous Regiment) е тридесет и първата книга от поредицата на Тери Пратчет „Светът на диска“. Издадена за пръв път през 2003, в България през 2006 г.

## Герои
Главен герой на книгата е Поли Пъркс, момиче, което се опитва да спаси брат си, като влезе в армията преоблечено като момче. Действието се развива в непрекъснато разтърсваната от войни страна Борогравия (най-вероятно името е избрано, за да наподобява това на бивша Югославия). Второстепенни герои са останалите членове на Чудовищната команда - Игорина, вампирката Маладикта, тролката Карборунда, лейтенант Блауз, ефрейтор Страпи и сержант Джакръм. Като епизодични герои се явяват Самюел Ваймс и Анкх-Морпоркската градска стража.

## Основни мотиви
- Феминизъм
- Жана Д'Арк
- Войни
- Югославия